# Battaglia di Nasso
La battaglia di Nasso fu uno scontro navale vinto al largo di Nasso nel settembre 376 a.C. dalla flotta ateniese, comandata da Cabria, su quella spartana di Pollide; gli Spartani, che s'erano avventurati nell'Egeo per tentare di bloccare i rifornimenti di grano di Atene, furono pesantemente sconfitti e dovettero rinunciare a questo obiettivo.

## Antefatto
Nell'estate del 376 Sparta armò una flotta di 60 triremi (65 secondo Diodoro), comandata da Pollide, e la incaricò di tagliare i rifornimenti di grano di Atene; quest'ultima, in risposta, mandò Cabria ad ostacolarlo con 80 triremi (83 secondo Diodoro).
Secondo Diodoro Cabria, dopo aver scortato il convoglio di granofino ad Atene, dove giunse sano e salvo, andò ad assediare Nasso, tentando anche di prenderla con un colpo di mano; a quel punto arrivò Pollide ed iniziò la battaglia.

## Svolgimento
Mentre Senofonte riassume in "gli Ateniesi vinsero e il grano giunse agli Ateniesi", Diodoro Siculo offre un resoconto molto più dettagliato: in esso si racconta che Pollide, che comandava l'ala destra, sconfisse l'ala sinistra ateniese, uccidendone personalmente il comandante Cedone; subito dopo, però, sopraggiunse Cabria col grosso della flotta e vinse la battaglia. Plutarco, invece, afferma che gran parte del merito fu di un amico di Cabria, Focione, che secondo lui comandava l'ala sinistra ateniese.
Sempre secondo Diodoro, gli Spartani persero 32 navi (24 affondate, 8 catturate) e avrebbero potuto finire anche peggio se Cabria, memore di quanto successo agli strateghi ateniesi della battaglia delle Arginuse, non avesse rinunciato ad inseguirli per recuperare i naufraghi. Per quanto riguarda le perdite ateniesi, Diodoro le quantifica in 18 navi, mentre Demostene, nell'orazione Contro Leptine, enfatizza l'episodio affermando che gli Ateniesi non ebbero perdite di alcun genere.

## Conseguenze
La battaglia di Nasso fu la prima vittoria ottenuta da una flotta ateniese dopo la sconfitta subita nella guerra del Peloponneso, conclusasi nel 404 a.C.; infatti la flotta che aveva vinto a Cnido nel 394 a.C., comandata da Conone, pur essendo ateniese di nome era stata finanziata interamente dai Persiani. Perciò, come riferito da Diodoro, Cabria fu accolto con grandi feste ad Atene.
Per quanto riguarda le conseguenze immediate, la vittoria di Nasso permise ad Atene di continuare la guerra, potendo ancora contare sui suoi rifornimenti di grano, e al tempo stesso inflisse un colpo notevole alla già provata flotta spartana, che dopo quello scontro tornò a combattere solo un'altra volta: a distanza di due anni, nel 374 a.C., quando Timoteo la sconfisse ancora ad Alizia, scomparve definitivamente dai mari.